# Puch-d’Agenais
Puch-d’Agenais (okzitanisch: Pug d’Agenes) ist eine französische Gemeinde mit 713 Einwohnern (Stand: 1. Januar 2022) im Département Lot-et-Garonne in der Region Nouvelle-Aquitaine. Die Gemeinde gehört zum Arrondissement Nérac und zum Kanton Lavardac. Die Einwohner werden Puchois genannt.

## Geografie
Puch-d’Agenais liegt etwa 31 Kilometer westnordwestlich von Agen. Umgeben wird Montesquieu von den Nachbargemeinden Razimet im Norden und Nordwesten, Villeton im Nordosten, Monheurt im Osten, Saint-Léger im Südosten, Damazan im Süden und Südosten, Saint-Léon im Süden sowie Villefranche-du-Queyran im Westen und Südwesten.
Durch die Gemeinde führt die Autoroute A62.

## Bevölkerungsentwicklung
| Jahr                       | 1962 | 1968 | 1975 | 1982 | 1990 | 1999 | 2006 | 2011 | 2018 |
| Einwohner                  | 965  | 894  | 742  | 794  | 654  | 651  | 699  | 721  | 698  |
| Quellen: Cassini und INSEE |      |      |      |      |      |      |      |      |      |

## Sehenswürdigkeiten
- Kirche Saint-Pierre in Puch
- Kirche Notre-Dame-de-la-Nativité in Vignes
- Kirche Saint-Jean-Baptiste in Lompian
- Schloss Morin

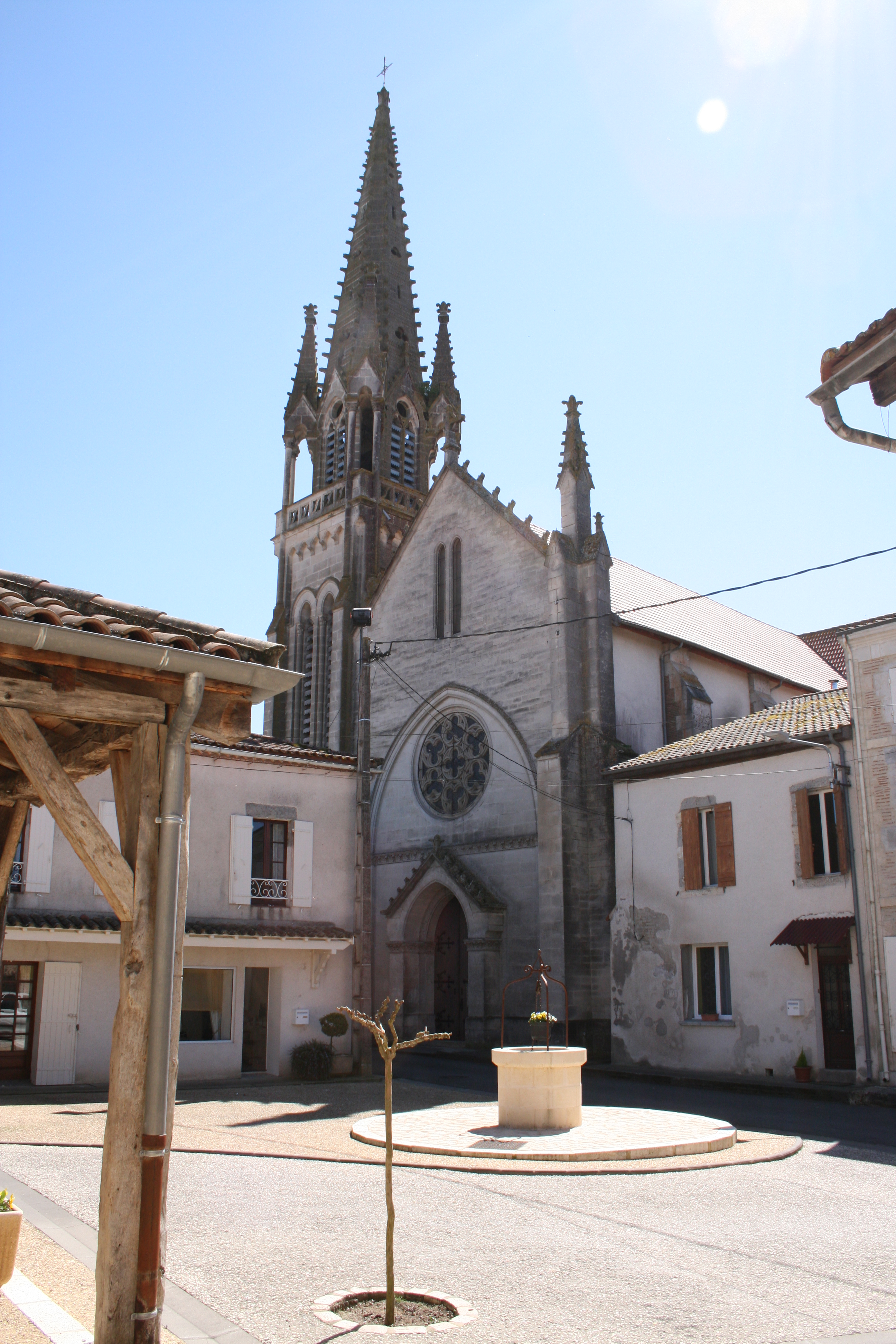
Kirche Saint-Pierre
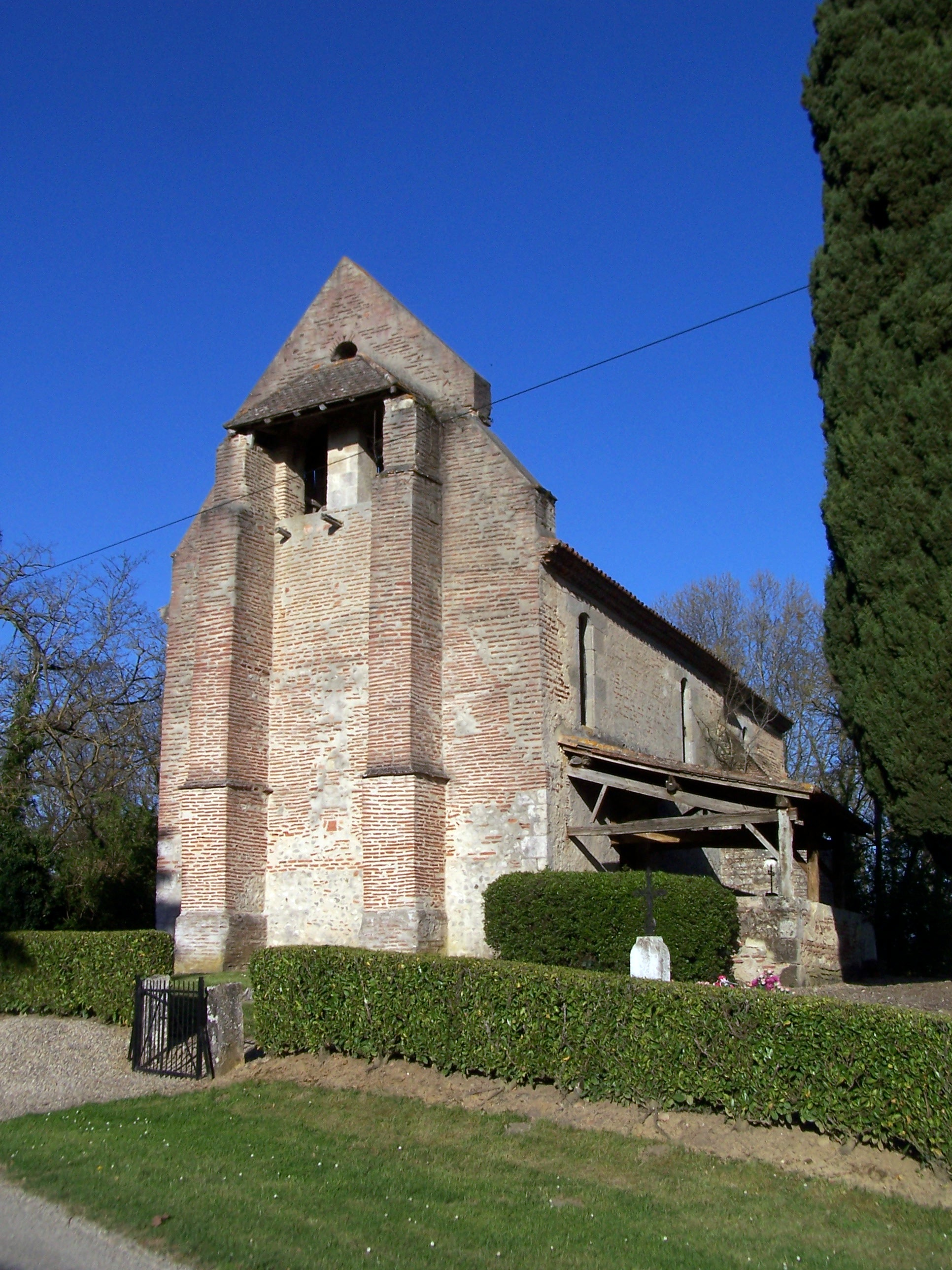
Kirche Notre-Dame-de-la-Nativité
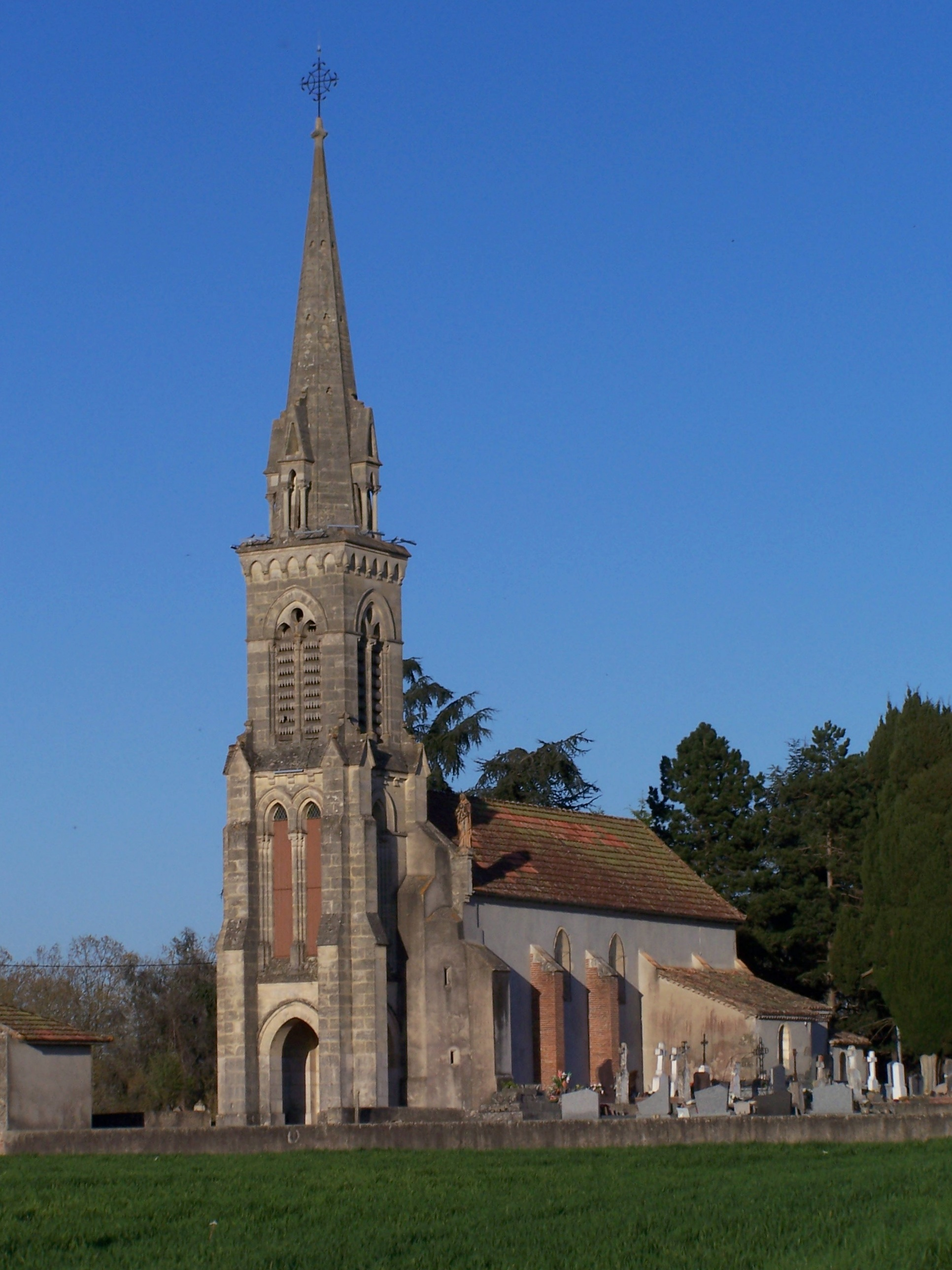
Kirche Saint-Jean-Baptiste
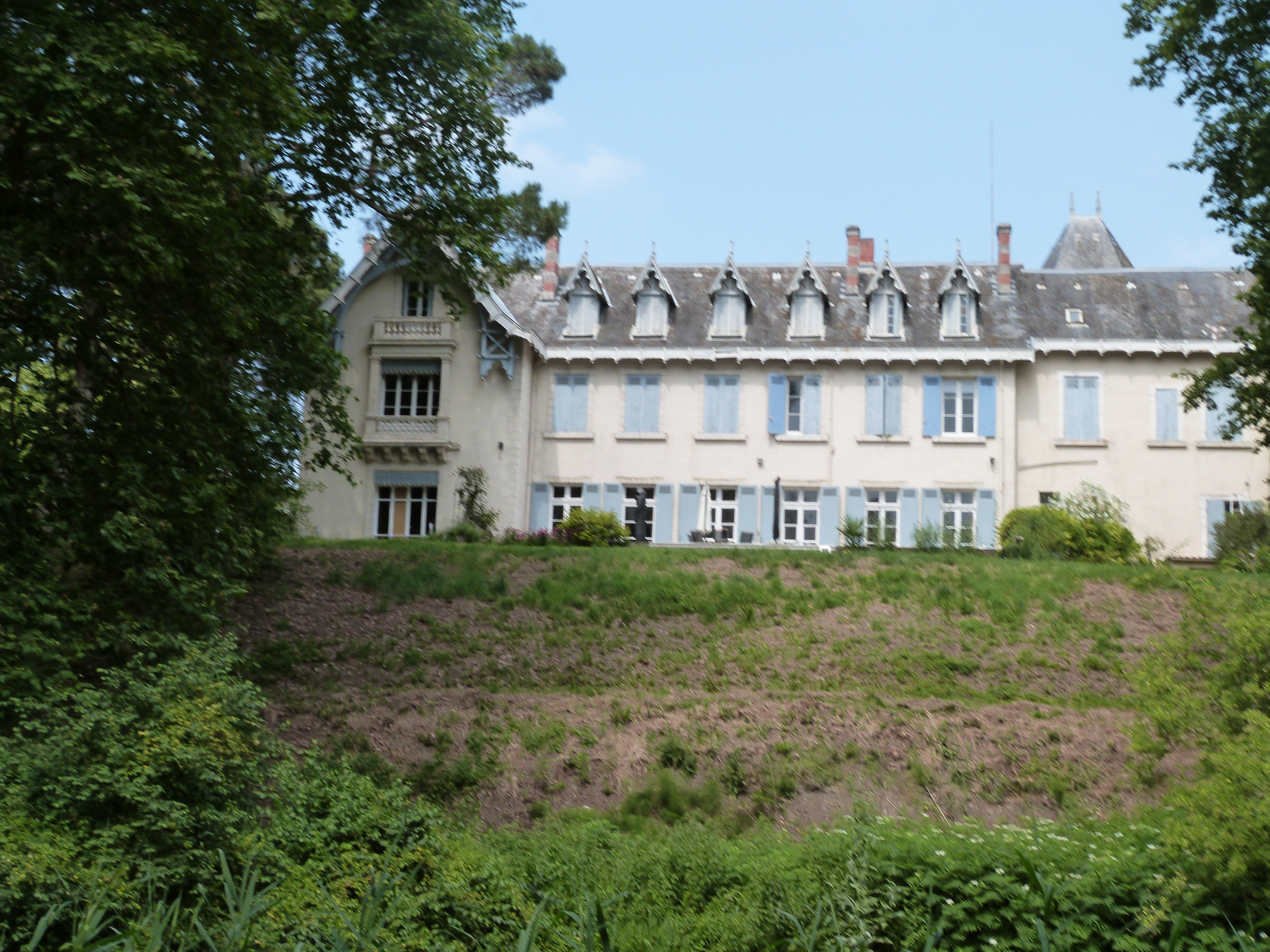
Schloss Morin